# Ludmiłpol
Ludmiłpol (ukr. Людми́льпіль) – wieś na Ukrainie na terenie rejonu włodzimierskiego w obwodzie wołyńskim, liczy 79 mieszkańców.